# Анфім Іверський
Анфім Іверський (груз. ანთიმოზ ივერიელი; 1650—1716) — єпископ Константинопольської православної церкви, митрополит Унгро-Валаський, священномученик. Пам'ять 14 вересня, у Грузинської церкви 13 червня.